# 姜殿邦
姜殿邦（1808年—1870年11月），又名元邦、居顧，號弼臣，台灣淡水廳九芎林庄（今新竹縣芎林鄉）客家人，北埔姜家成員，「金廣福墾號」第一任墾首姜秀鑾之長子。
姜殿邦曾考上武秀才，其於父親過世後繼承家業，成為金廣福第二任墾首。同治元年（1862年），戴潮春事件爆發，姜殿邦與其友人劉維翰奉張世英之命，率領義軍征討戴潮春，之後又隨著兵備道丁曰健掃蕩餘匪，因此姜、劉二人均欽加五品銜，擔任候補都閫府，賞戴藍翎，諡德醇光裕。

## 生平

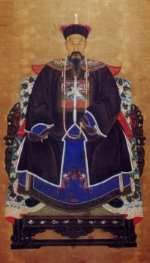
姜殿邦之父姜秀鑾

### 考中武秀才
姜殿邦於嘉慶十三年（1808年）生於九芎林庄。道光十八年（1838年），由台灣府知府熊一本取進台灣府學，為粵籍武生之第一名。
道光二十二年（1842年）隨父參加鴉片戰爭，同年雞籠之役爆發，英軍軍艦入侵雞籠（今基隆市）港，姜秀鑾率領團練150名偕同官軍作戰。時任淡水同知曹謹將其事蹟稟報台灣道姚瑩以及熊一本，奏賞軍功六品銜。

### 擔任金廣福墾首
道光二十六年（1846年），姜秀鑾過世，姜殿邦繼承金廣福墾號事業，接任金廣福墾首，經手家業及債務。接任墾首後，曾創立一間血食嘗（祭祖產業），稱為「姜義豐嘗」。咸豐三年（1853年），重建北埔慈天宮，並將九芎林庄的姜家族人全部遷移至北埔。咸豐五年（1855年），姜殿邦接替鹹菜甕﹙今新竹縣關西鎮）墾戶衛榮宗之墾務，成為鹹菜甕墾首，開墾範圍遠遠超出金廣福墾號原先之拓墾區域。
咸豐七年（1857年）平定閩粵械鬥有功。咸豐九年（1859年），因其抓捕歹徒出力，獲淡水同知恩煜頒五品頂戴，並補實五品銜。咸豐十年（1860年），奉北路淡水總捕分府甯長敬之命，率領30名壯丁前往艋舺（今台北市萬華區）鎮壓地方豪族林國芳的租約糾紛。同年6月，甯常敬命令姜殿邦不得勾結夾板船，偷運送私鹽登岸銷售。

### 戴潮春事件
同治元年（1862年），戴潮春事件爆發，淡水同知秋曰覲在大墩烏日庄戰役中陣亡，彰化陷落。竹塹城（今新竹市）眾仕紳推舉張世英擔任廳丞，命令姜殿邦、劉維翰（字宗卿，大肚墾戶、秀才，姜殿邦之友）招募鄉勇助戰。姜、劉二人立即率領數百人直抵大甲，駐守於城內。當時大甲城已被戴軍包圍一個多月，水道亦遭阻斷，眾人曾汲取溝底的污水飲用。姜、劉軍隊跪地祈雨三日，然並未下雨。當時大甲城內有一位70多歲的老婦人林氏（林春娘）見到戴軍阻斷水道之情景，便挺身祈雨三次，雨水都隨之落下，使軍隊士氣大振。之後，兵備道丁曰健自中國渡臺平亂，姜、劉率領義軍跟隨丁曰健征討戴軍。
在事件平定後，姜、劉二人皆獲賜五品銜，賞戴藍翎，擔任候補都閫府（都司）；並將林氏一同題請旌表，在大甲城內建立牌坊，即今之林氏貞孝坊。

### 逝世
同治九年（1870年）十一月，姜殿邦逝世，享年62歲，朝廷授予其「修武佐校尉」之官位。

## 家庭
姜殿邦娶張氏做為妻子，生了2男3女。姜殿邦曾將其中一位女兒嫁給梁家（跟隨姜家前往北埔拓墾的佃農家族）的梁榮昌，劃分「墩仔」一帶的山地當作嫁粧，並於1851年興建「雙安橋」一座，一起陪嫁給梁家，梁榮昌因此成為金廣福墾號下的佃農。

## 墓地
光緒十八年（1892年）冬月，姜家在邦正園（今邦正公園）「開基義友塚」右側替姜殿邦設立墳墓。後來姜家重修祖墓，將姜殿邦之骨灰遷移至姜家大墓園，不過原墓碑仍立於邦正公園內。

## 評價
《樹杞林志》：「嗚呼！姜、劉各義勇之命，賴有節婦而生；而節婦之芳名，亦因姜、劉各義勇而愈著，斯亦奇矣！」